# Seff
Seff ist eine vor allem im süddeutschen Sprachraum gebräuchliche, volkstümliche Form des männlichen Vornamens Josef.

## Bekannte Namensträger

### Vorname
- Seff Heil (1929–2000), deutscher Volkstumspfleger und -kundler des historischen Egerlandes
- Josef Holub (Schauspieler) (1890–1965), österreichischer Schauspieler und Mitglied des Duos Cocl & Seff
- Seff Weidl (1915–1972), sudetendeutscher Bildhauer, Zeichner und Grafiker